# Martina Kocher

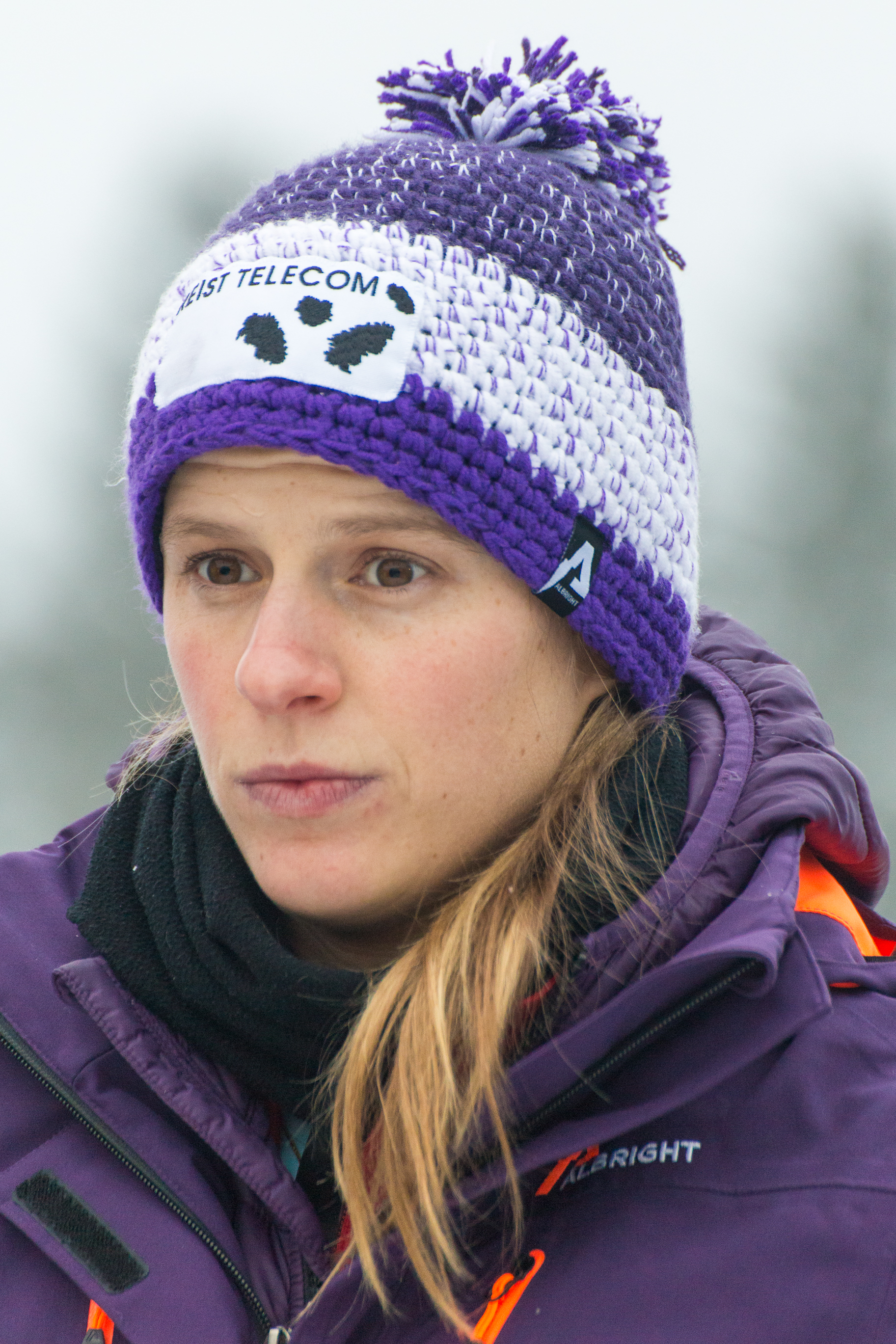
Kocher im Rahmen des Weltcups 2016 in Oberhof.

Martina Kocher (* 14. März 1985 in Biel/Bienne) ist eine ehemalige Schweizer Rennrodlerin und Leichtathletin. Ihr grösster Erfolg war der Gewinn des Weltmeistertitels im Rodel-Sprint 2016.
Martina Kocher kam 1994 durch ihren Vater Heinz Kocher, den früheren Schweizer Nationaltrainer Bob und Rodeln, zum Rennrodeln. Seit 1998 gehörte sie dem Juniorennationalkader, seit 2003 dem Nationalkader an. Sie studierte Sport und Englisch an der Universität und der Pädagogischen Hochschule Bern und startete für den Bob Club Zürichsee. In der Saison 2003/04 trat sie erstmals im Rennrodel-Weltcup an. In Altenberg belegte sie den 16. Platz. Schon in ihrem zweiten Weltcup in Winterberg wurde sie Siebte und erreichte damit erstmals einen Platz unter den besten zehn. Bei der Europameisterschaft in Oberhof wurde sie Elfte, bei den Schweizer Meisterschaften gewann sie den Titel. Diesen Titel gewann sie auch in der folgenden Saison. Ab der Saison 2005/06 trat Kocher regelmässig im Weltcup an. Ihr bestes Ergebnis wurde ein fünfter Platz in Königssee, in der Gesamtweltcupwertung erreichte sie den 13. Platz. Sie gewann erneut den Titel der Schweizer Meisterin und wurde Elfte bei den Europameisterschaften. Zum Höhepunkt der Saison, den Olympischen Spielen von Turin erreichte sie einen neunten Rang.

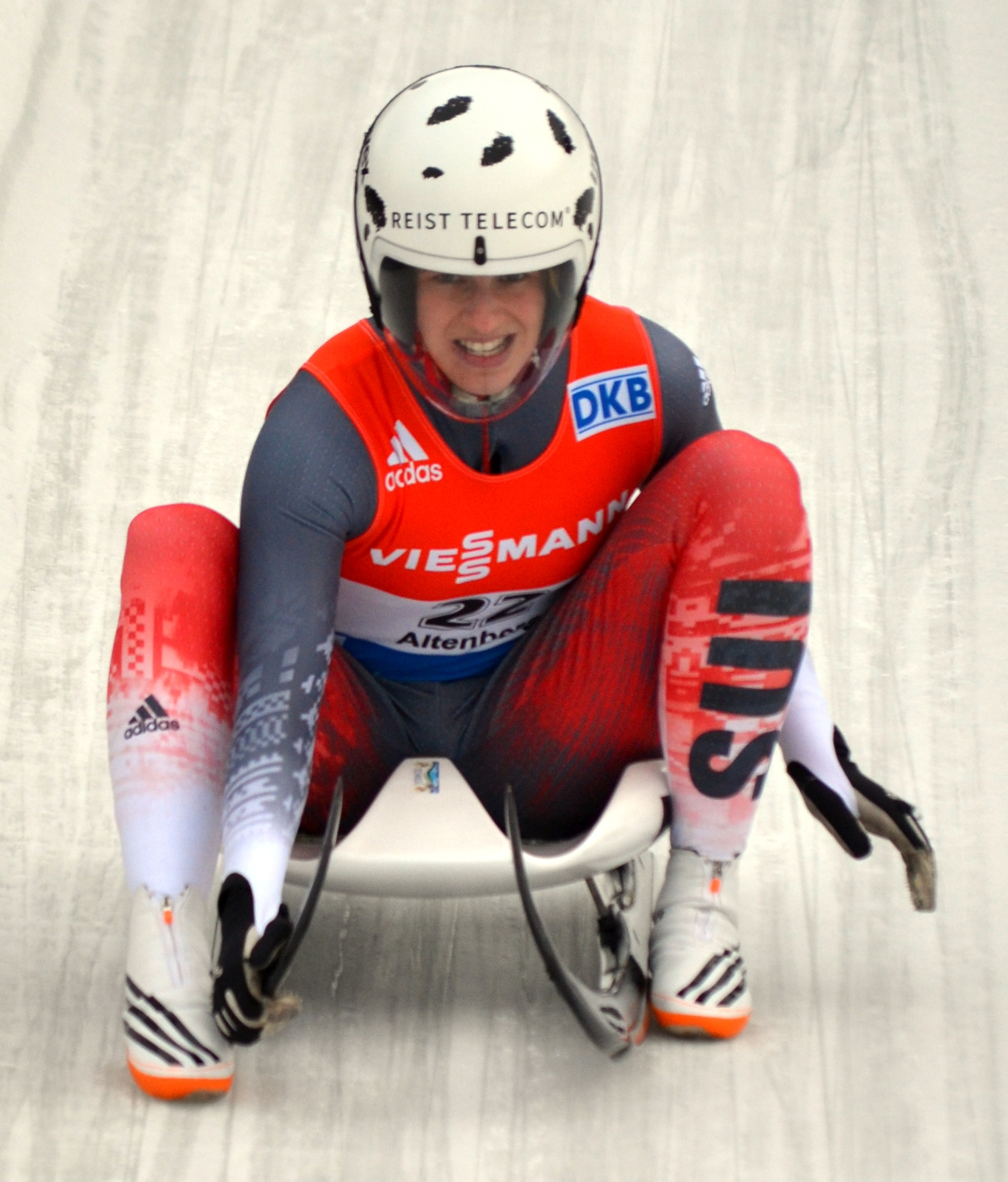
Kocher beim Weltcup-Rennen 2015 in Altenberg

Die Saison 2006/07 wurde noch etwas erfolgreicher. In sieben von neun Weltcuprennen kam sie unter die besten zehn, in Oberhof erreichte sie als Fünfte ihr bestes Saisoneinzelergebnis. Den Gesamtweltcup beendete sie auf dem achten Rang. Noch besser verlief der Rennrodel-Challenge-Cup 2006/07, wo sie sich im Final von Altenberg nur Silke Kraushaar-Pielach geschlagen geben musste. In der Gesamtwertung des Wettbewerbs wurde sie Sechste. Bei den Weltmeisterschaften in Igls wurde Kocher Zwölfte, bei den Schweizer Meisterschaften gewann sie ihren vierten Titel in Folge.
Als Leichtathletin war Kocher eine erfolgreiche Diskuswerferin. Bei den U23-Meisterschaften der Schweiz wurde sie 2007 Dritte, mit dem Stadtturnverein Bern Schweizer Meisterin.
Bei den Olympischen Winterspielen 2010 in Vancouver erreichte sie den 7. Platz.
Am 29. Januar 2016 wurde sie bei den Weltmeisterschaften auf der Kombinierten Kunsteisbahn am Königssee überraschend erste Weltmeisterin im Rodel-Sprint. Sie ist erst die zweite Schweizer Weltmeisterin im Rennrodeln nach Elisabeth Nagele, die 1961 in Girenbad den Titel gewann. Einen Tag später gewann sie im Einzelrennen ausserdem als Vizeweltmeisterin die Silbermedaille.
Bei den Weltmeisterschaften 2017 in Innsbruck-Igls wurde sie Vizeweltmeisterin im Sprint.
Bei den Olympischen Winterspielen 2018 in Pyeongchang erreichte sie den elften Platz. Kocher beendete ihre Karriere im Sommer 2018.
Die Schweizerin wurde von Reto Gilly trainiert. Beide waren während der Saison in das deutsche Weltcupteam integriert.